# Рангина
Рангина (Рангино) — упразднённый населённый пункт в Заларинском районе Иркутской области, входивший в состав Моисеевского сельского поселения.

## История
Населённый пункт был основан в 1907 году человеком по фамилии Рангин или Гангин, в честь которого и получил своё название. На 1929 год посёлок Гангина в составе Моисеевского сельсовета Тагнинского района, где насчитывается 60 дворов, 309 жителей (148 мужчин и 161 женщина), преимущественно белорусы. В послевоенные годы в деревне функционировали школа, ферма, были свинарник, конный двор, мехток. На окрестных полях выращивались зерновые. В 1981 году в связи с укрупнением колхозно-совхозных хозяйств населённый пункт перестал существовать. Однако, на топографической карте Генштаба СССР деревня Рангина указана как жилая, к тому же в ней функционировала молочно-товарная ферма. Сейчас этого населённого пункта не существует.